# Luis Pinto de Sousa Coutinho
Luis Pinto de Sousa Coutinho, wicehrabia de Balsemão (ur. 27 listopada 1735 w Leomil, zm. 14 kwietnia 1804 w Lizbonie) – polityk i dyplomata portugalski.
1 marca 1774 wyruszył z Lizbony do Londynu, jako nowo mianowany poseł portugalski w Wielkiej Brytanii.
W okresie 15 grudnia 1788-6 stycznia 1801 sekretarz S.Z. i wojny i „premier” Portugalii. Od 6 stycznia 1801 do maja 1801 i od 25 sierpnia  1803 do grudnia 1803 znów był sekretarzem stanu SZ (od 25 sierpnia 1803 do 5 grudnia 1803 znów w połączeniu z szefostwem całego rządu). Odznaczony Komandorią Orderu Avis.